# 未確認フェスティバル
未確認フェスティバル（みかくにんフェスティバル）とは、2015年から2019年まで行われていた、ラジオ番組「SCHOOL OF LOCK!」、企業共同型プロジェクト「Eggsプロジェクト」が主催する、10代アーティストのみによるロック・フェスティバル。

## 概要
TOKYO FMのラジオ番組「SCHOOL OF LOCK!」と、タワーレコード・NTTドコモ・レコチョクの3社による共同型プロジェクト「Eggsプロジェクト」が主催する、10代限定の「唯一無二の音楽フェスティバル」。2014年まで行われていた「閃光ライオット」の意思を引き継ぎ、2015年から開始（2月16日の「SCHOOL OF LOCK!」放送中に発表）された。
キャッチフレーズは「その才能、いまだ未確認。」。同キャッチフレーズや後述の選考方法の違いから、思わず切り取って残したくなるような10代の輝きに注目し〔……〕アーティストの音楽に対する『思い』が重視された閃光ライオットに比して、新たな才能を発掘する目的が強められていることが窺える。
MCは各回ともとーやま校長、あしざわ教頭が務める。

## アーティスト参加方法
応募方法等は「SCHOOL OF LOCK!」の番組内で発表され、
1. 第1次審査（デモ音源・映像審査）
2. 第2次審査（ウェブ審査・投票）
3. 第3次審査（ライブ審査）

の順に審査を行う。第3次審査を通過したアーティストが、ファイナルステージ（決勝）に進むことができる。
閃光ライオットとは第2次審査の方法が異なり、閃光ライオットでは「スタジオ審査」であったため、第2次審査を通過して初めて出場アーティストおよび楽曲が公開されていたが、未確認フェスティバルでは「ウェブ審査」となるため、第1次審査を通過すればアーティストおよび楽曲が公開されることになる。
参加アーティストには年齢制限が設けられており、その年の4月1日時点で12歳 - 19歳と設定されている。また、1人でもバンドメンバーに左記年齢に該当しない人員がいる場合には、そのメンバーを除いたり、そのメンバーが作詞・作曲・編曲していない楽曲でエントリーするなどをした参加が必須となる。

## 未確認フェスティバル2015
第1回目となる「未確認フェスティバル2015」のファイナルステージは、8月30日に新木場のSTUDIO COASTで開催された。エントリーは、郵送または「Eggsプロジェクト」内特設サイトで3月16日から開始され、当初5月6日が締め切りの予定であったが、延長。5月20日に締め切られた。
未確認フェスティバル2015の応募総数は、3254人。そのうち2015年6月19日現在レギュラーコースのみ第1次・第2次審査結果が発表されている。
レギュラーコースからは約100組が第2次ネット審査へと進出した、そのうちから、さらに33組が第3次ライブ審査に到達した。第3次ライブ審査からファイナルステージへはレギュラーコースからShout it Out、Strangers、Damn Drive、リーガルリリー、リディキュラスラビッシュ、RED DOG、夜の最前線の7組が選出された。また、このほかに第3次ライブ審査を受けたアーティストの中から一般メールメッセージ投票による公募を行うBURNOUT STAGEから1組枠が選出され、残る1組はみきなつみに決定。。もう既にファイナルステージへ進出決定している7組のファイナリストは各アーティストごとの楽曲がdヒッツでの配信や有線放送が行われていた。歌うだけコースでは4人がファイナルステージへ進出した。また、曲だけコースからはファイナルへ2人が出場。ただ、未確認コースは不選出となった。
2015年3月16日に未確認フェスティバルのテーマソングの担当アーティストが発表され、go!go!vanillasであることが明かされた。
2015年4月21日に特別審査員が発表され、いしわたり淳治と日高央であることが明かされた。また、この2名は未確認フェスティバルを主題でとするSCHOOL OF LOCK!のコーナー『未確認LOCKS!』にも定期的に出演。その後、菅野結以も審査員に加わることが発表された。
2015年7月17日に未確認フェスティバルに関する記者会見が開かれた。それにより、初代未確認フェスティバル応援ガールズ!が当時乃木坂46に所属し、GIRLS LOCKS!を担当していた橋本奈々未が担当することが発表された。また、同日の会見ではファイナルステージでのゲストアクトが発表され、ゲスの極み乙女。、グッドモーニングアメリカの2組であることが明かされた。
応募コース
今回の応募コースは以下の4つである。
1. レギュラーコース　- 音楽バンドやラッパーなどのアーティストでの募集を主とするコース。
2. 歌うだけコース - 楽器の演奏・曲の制作での参加が不可であり、カラオケやアカペラなどといった歌い手とのみ可能なアーティストが応募するコース。
3. 曲だけコース - 音楽バンドとしての参加・歌手としての参加が不可であり、曲の制作（VOCALOID、器楽曲など）のみが可能なアーティストが応募するコース。
4. 未確認コース - 以上のどれにも属さない音楽の手法や、音楽的要素を含むものなどを募集するコース。

第3次ライブ審査
以下の日程・出場・会場で行われた。
- 大阪会場 - 7月19日(日)（ゲスト:Brian the Sun、出場者:8組)、Music Club JANUS
- 名古屋会場 - 7月21日(火)（ゲスト:BLUE ENCOUNT、出場者:8組）、THE BOTTOM LINE
- 東京会場 - 7月25日(土)（ゲスト:04 Limited Sazabys、出場者:8組）・7月26日（日）(追加公演、ゲスト:なし、出場者:9組）、O-WEST

ファイナルステージ
8月30日（日）、新木場STUDIO COASTで開催された。
出演アーティスト
レギュラーコース
(出演順)
1. RED DOG
2. Damn Drive
3. リーガルリリー
4. Strangers
5. 夜の最前線
6. みきなつみ（BURNOUT STAGE Supported by ICEBOX）
7. リディキュラスラビッシュ
8. Shout it Out

歌うだけコース
1. 田中優帆
2. Ryuga Hori
3. 雪丸結衣
4. 矢田玲華

曲だけコース
1. idomiz.
2. leave E

未確認コース
該当者なし

特別審査員
- いしわたり淳治
- 日高央
- 菅野結以

応援ガール
- 橋本奈々未(ファイナルは映像のみの出演。)

ゲストライブアクト
- グッドモーニングアメリカ
- ゲスの極み乙女。（当日にはゲスの極み乙女。LOCKS!就任が発表。）

受賞アーティスト
- グランプリ - Shout it Out
- 準グランプリ - リーガルリリー
- 審査員特別賞 - Strangers

なお、グランプリを受賞したShout it Outは、賞金100万円の使い道について、「背中を押してくれた方々への恩返し」「バンドシーンを盛り上げる」という理由から、フリーライブ開催に充てた。

### Bakakuninムービー
Bakakuninムービーは未確認フェスティバルと併設されて行われるフェスティバル。2015年5月21日に併催を発表した。このフェスティバルでは未だ見ぬ"Baka"な映像を応募することを目的とし、テーブルクロス引きなどの映像作品を募集していた。
受賞者
- 埼玉県 RN: promise

## 未確認フェスティバル2016
第2回目となる「未確認フェスティバル2016」のファイナルステージは、8月27日に新木場のSTUDIO COASTで開催された。「レギュラーコース」エントリーは、郵送または「Eggsプロジェクト」内特設サイトにて2月24日から開始された。応募締切は当初5月2日の予定だったが、5月8日に延長された。また、10代のコピーバンドのみが出場できる「コピバンステージ」の開催も発表され、6月27日からエントリーを開始し8月7日に締め切られた。
この年は、「応援ガール」とは別に、パーソナリティ（とーやま校長・あしざわ教頭）のアシスタント役として「未確認ガール」が設置され、アリスムカイデが就任した。また、未確認LOCKS!や、ゲストアクトのライブの模様がLINE LIVEで放送されるようになった。
第3次ライブ審査
以下の日程・出場・会場で行われた。
- 大阪会場 - 7月17日(日)（ゲスト:BURNOUT SYNDROMES、出場者:9組)、Music Club JANUS
- 名古屋会場 - 7月18日(月・祝)（ゲスト:Mrs. GREEN APPLE、出場者:8組）、THE BOTTOM LINE
- 東京会場 - 7月23日(土)（ゲスト:go!go!vanillas、出場者:8組）・7月24日（日）(ゲスト:GLIM SPANKY、出場者:8組）、O-WEST

ファイナルステージ
8月27日（土）、STUDIO COASTで開催。
出演アーティスト8月1日のSCHOOL OF LOCK!生放送教室内で、8組すべてのファイナリストが発表された。
(出演順)
1. Althea (神奈川県)
2. postman (愛知県)
3. Ko-sei (神奈川県)
4. The Lump of Sugar (京都府)
5. 曽我部瑚夏 (北海道)
6. ロケットボーイズ (千葉県)
7. TAKEWORDS (神奈川県)
8. YAJICO GIRL (大阪府)

特別審査員
- いしわたり淳治
- 菅原卓郎 (9mm Parabellum Bullet)
- 菅野結以

応援ガール
- 永野芽郁

オープニングアクト
- Shout it Out (前年グランプリ)

ゲストライブアクト
- KANA-BOON

受賞アーティスト
- グランプリ - YAJICO GIRL
- 準グランプリ - The Lump of Sugar
- 審査員特別賞 - Ko-sei

賞金・賞品
- グランプリ - 賞金100万円・優勝旗・YAMAHA製楽器20万円分・タワーレコードからのCDリリース権
- 準グランプリ・審査員特別賞 - YAMAHA製楽器1点

グランプリの賞金100万円については、昨年Shout it Outがフリーライブ開催に充てたことで大きな話題となったが、YAJICO GIRLは使い道について、ファイナル終了後の時点では「去年のShout it Outのように、何かしらの形でお客さんに還元したいなとは思います」と発言するにとどめている。

## 未確認フェスティバル2017
第3回目となる「未確認フェスティバル2017」のファイナルステージは、8月27日に新木場のSTUDIO COASTで開催された。「レギュラーコース」エントリーは、郵送または「Eggsプロジェクト」内特設サイトにて2月28日から開始された。応募締切は5月7日。また、昨年度に引き続いてコピバンコースの開催も発表されたほか、新たに「ラップだけコース」の新設も発表され、6月14日に締め切られた。
この年は、未確認LOCKS!の放送は実施されなかったが、未確認フェスティバル当日の模様をi-dioのTS-ONEチャンネルで、10月9日に放送した。
第3次ライブ審査
以下の日程・出場・会場で行われた。
- 名古屋会場 - 7月16日(日)（ゲスト:yonige、出場者:8組)、名古屋CLUB QUATTRO
- 大阪会場 - 7月22日(土)（ゲスト:赤色のグリッター、出場者:8組）、心斎橋JANUS
- 東京会場 - 7月29日(土)（ゲスト:ポルカドットスティングレイ、出場者:9組）、O-WEST
- 東京会場 - 7月30日(日)（ゲスト:LAMP IN TERREN、出場者:8組）、O-WEST

ファイナルステージ
8月27日（日）、STUDIO COASTで開催。
出演アーティスト8月8日のSCHOOL OF LOCK!生放送教室内で、8組すべてのファイナリストが発表された。
(出演順)
1. FAITH (長野県)
2. 揺れるドレス (大阪府)
3. Some Life (愛知県)
4. くすり (愛知県)
5. Absolute area (東京都)
6. リツキ (埼玉県)
7. QB and planets (滋賀県)
8. SUNNY CAR WASH (栃木県)

特別審査員
- 蔦谷好位置
- 菅原卓郎 (9mm Parabellum Bullet)
- 菅野結以

応援ガール
- 平手友梨奈 (欅坂46)

オープニングアクト
- YAJICO GIRL (前年グランプリ)

ゲストライブアクト
- Creepy Nuts
- Mrs. GREEN APPLE

受賞アーティスト
- グランプリ - リツキ
- 準グランプリ - Some Life
- 審査員特別賞 - SUNNY CAR WASH

賞金・賞品
- グランプリ - 賞金100万円・優勝旗・YAMAHA製楽器20万円分・タワーレコードからのCDリリース権・Red Bull Studios Tokyoでのレコーディング権
- 準グランプリ・審査員特別賞 - YAMAHA製楽器1点

## 未確認フェスティバル2018
第4回目となる「未確認フェスティバル2018」のファイナルステージは、8月26日に新木場のSTUDIO COASTで開催された。「レギュラーコース」エントリーは、郵送または「Eggsプロジェクト」内特設サイトにて2月12日から開始された。応募締切は5月6日。
応募3067組
第2次審査 ネットステージ（進出115組）
ウェブ審査・投）
5月21日〜6月10日

第3次審査　ライブステージ（進出35組）
以下の日程・出場・会場で行われた。
- 大阪会場 - 7月15日（日）（ゲスト：井上苑子、出場者:8組）、大阪 Club JANUS　　　
- 名古屋会場 - 7月16日（月・祝）（ゲスト：サイダーガール、出場者:9組）、名古屋BOTTOM LINE
- 東京会場 - 7月28日（土）（ゲスト：CHAI、出場者:9組）、O-WEST
- 東京会場 - 7月29日（日）（ゲスト：Official髭男dism、出場者:9組）、O-WEST

　　
　　大阪会場出演（8組）
　　　Sleep Slope、深爪ザウルス、anica、門脇更紗、dj東、
　　　藍色モラトリアム、ワガマンマ、the paddles
　　名古屋会場出演（9組）
　　　chimothy→、KADOMACHI、Aload My Tale、The Dragers、諭吉佳作/men、
　　　youthtape、とみぃはなこ、The Shiawase、asagaeri
　　東京会場初日出演（9組）
　　　ブレインストーミング、エルモア・スコッティーズ、雄大、ふるかわののこ、Applekid
　　　ザ・ジュアンズ、Depressed disorder in December、The mono-Curation、Mr.ふぉるて
　　東京会場2日目出演（9組）
　　　かたこと、メレ、マッシュとアネモネ、KAREN、Lyric Jack
　　　TRANS LUCENT LADY、果歩、錯乱前戦、ステレオガール
ファイナルステージ
8月26日（日）、STUDIO COASTで開催。
出演アーティスト
8月8日の『SCHOOL OF LOCK!』生放送教室内で、8組すべてのファイナリストが発表された。
（出演順）
1. かたこと（神奈川県）
2. TRANS LUCENT LADY（東京都）
3. 錯乱前戦（東京都）
4. エルモア・スコッティーズ（神奈川県）
5. 諭吉佳作/men（静岡県）
6. マッシュとアネモネ（東京都）
7. ステレオガール（東京都）
8. The Shiawase（三重県）

特別審査員
- 蔦谷好位置
- 菅野結以

応援ガール
- 髙橋ひかる

オープニングアクト
- リツキ（前年グランプリ）

ゲストライブアクト
- My Hair is Bad

受賞アーティスト
- グランプリ - マッシュとアネモネ
- 準グランプリ - ステレオガール
- 審査員特別賞 - 諭吉佳作/men

未確認フェスティバル2018
　未確認フェスティバル2018コンピレーションアルバム

## 未確認フェスティバル2019
第5回目となる「未確認フェスティバル2019」のファイナルステージは、8月25日に新木場のSTUDIO COASTで開催された。今年は、メインサポーターにマイナビが就任し、「マイナビ未確認フェスティバル2019」になった。「レギュラーコース」エントリーは、郵送または「Eggsプロジェクト」内特設サイトにて3月18日から開始された。応募締切は5月19日。
また、今年は、軽音部に所属している10代限定のコース「K-ON A GOGO」が同時開催され、ヤマハミュージックジャパンがサポートをした。「K-ON A GOGO」では、オリジナル曲・コピー曲共にエントリーができた。
未確認フェスティバル総応募数:3101組
第2次審査 ネットステージ(進出111組)
ウェブ審査・投票

第3次審査 ライブステージ(進出34組)
以下の日程・出場・会場で行われた。
- 大阪会場 - 7月14日（日）（ゲスト：マカロニえんぴつ、出場者:9組）、大阪 Club JANUS　　　
- 名古屋会場 - 7月15日（月・祝）（ゲスト：緑黄色社会、出場者:8組）、名古屋BOTTOM LINE
- 東京会場 - 7月20日（土）（ゲスト：SILENT SIREN、出場者:9組）、渋谷 duo MUSIC EXCHANGE
- 東京会場 - 7月21日（日）（ゲスト：ナナヲアカリ、出場者:8組）、渋谷 duo MUSIC EXCHANGE

　　
　　大阪会場出演（9組）
　　　Re:name、AMI、SO-SO、mihoro*、UMEILO、さんひ
　　　Camping California、玉名ラーメン、Buttercup
　　名古屋会場出演（8組）
　　　須彪アオ、New York Nikolaschka、天野 凛音
　　　あるくとーーふ、goomiey、SULLIVAN's FUN CLUB、磨耶、Kanna
　　東京会場初日出演（9組）
　　　Carabina、伊津創汰、Andy Brown、田山ショーゴ、a-sobi
　　　Bamboo、カモシタサラ、noma、YurixMeri
　　東京会場2日目出演（8組）
　　　MINOR THIRD、ねがえり。、Eidlo Allergy、富田直
　　　anewhite、美湖乃、ルサンチマン、ヒライス
ファイナルステージ
8月25日（日）、新木場STUDIO COASTで開催。
出演アーティスト
（出演順）
1. Bamboo (東京都)
2. 伊津 創汰 (新潟県)
3. 玉名ラーメン
4. あるくとーーふ (長野県)
5. カモシタサラ
6. MINOR THIRD (東京都)
7. SULLIVAN's FUN CLUB (北海道)
8. ヒライス (山梨県)

特別審査員
- 蔦谷好位置
- 菅野結以

応援ガール
- 渡邉美穂 (日向坂46)

オープニングアクト
- マッシュとアネモネ(前年グランプリ)

スペシャルライブ
- 片平里菜 (シークレットゲスト)
- CHiCO with HoneyWorks

プールサイドアクト
- SO-SO

受賞アーティスト
グランプリ - SULLIVAN's FUN CLUB
準グランプリ - ヒライス
審査員特別賞 - 玉名ラーメン

### K-ON A GOGO
「軽音部に所属する10代限定」のアーティストが出演。2019年度ファイナルステージと同日開催。
出演アーティスト
1. Jelly fish
2. 梅昆布
3. ミウ
4. ユナイテッド高野豆腐
5. 南無阿部陀仏
6. moai
7. 愛ヲ菓子

スペシャルゲスト
- ザ・コインロッカーズ